# Viennotaleyrodes dichrostachi
Viennotaleyrodes dichrostachi là một loài côn trùng cánh nửa trong họ Aleyrodidae, phân họ Aleyrodinae.
Viennotaleyrodes dichrostachi được Bink-Moenen miêu tả khoa học đầu tiên năm 1983.